# Radar photonique
Le radar photonique est une technique par laquelle le radar peut être produit et analysé à l'aide de la photonique plutôt que par les techniques RF traditionnelles. La fréquence du radar est toujours contenue dans la RF (Radio-Fréquence), mais des lasers sont utilisés pour créer et analyser les signaux RF avec une grande précision. Le terme « radar photonique » est parfois utilisé pour désigner la télémétrie dans le spectre visible comme pour la télédétection par laser, ou Lidar,.
Les États-Unis, la Chine et la Russie possèdent des programmes de recherche pour équiper les avions de chasse de radars photoniques. Les avantages potentiels sont une plage de détection plus longue, une meilleure détection de position et une reconstruction du modèle en 3D de la cible.

## Vue d'ensemble du système
- signal optique
- signal électrique
- A/B : Points cibles
- LD : Diode laser
- DPMZM : Modulateur double parallèle Mach-Zehnder
- PD : Photodétecteur
- EA : Amplificateur électronique
- A : Antenne
- T / R : Transmission / Réception
- PM : Modulateur de phase
- OBPF : Filtre optique passe-bande
- ELPF : Filtre électrique passe-bas
- A/D C : Convertisseur analogique-numérique
- DSP : Traitement du signal numérique

Schéma de fonctionnement d'un radar photonique.

Une diode laser est utilisée pour générer un signal optique qui est modulé par un signal de Chirp linéaire à basse fréquence. Ce signal optique modulé est ensuite divisé, une partie étant immédiatement convertie en un signal électronique à 4 fois la fréquence du signal modulant d'origine. La forme d'onde est ensuite amplifiée, émise via une antenne standard, puis reçue à nouveau via une autre antenne standard. 

La seconde moitié du signal optique modulé est ensuite modulée par le signal réfléchi, puis convertie en un signal électronique. Ce signal électronique est envoyé via un filtre passe-bas et finalement numérisé via un convertisseur analogique-numérique. 

La forme d'onde numérique résultante peut être traitée pour récupérer le délai entre le signal transmis et réfléchi, et donc la distance à la cible. 

L'ensemble du système peut être utilisé en temps réel pour permettre l'acquisition d'objectifs à grande vitesse.